# 欧光宸
欧光宸（？—1653年），字戴皇，广东吴川博铺镇人，出身书香世家，明天启七年（1627年）丁卯科举人。清初抗清領袖。

## 生平

### 仕途
欧光宸出生于广东吴川博铺镇的一个书香世家。明天启七年（1627）丁卯科鄉試考取举人。由于不屑攀附公卿，是以仕途困顿。延至七年后，即崇祯七年（1634）始获赴吏部诠叙，考授知县（侯任）。但他不汲汲于功名，常聚生徒讲学于茂山书院，对贫苦学生免收学费，生徒日增，文风昌盛。

### 抗清
隆武元年（清顺治三年，1646年）清兵入粤。次年即永曆元年（清顺治四年，1647年）清军占领高州、雷州、廉州、琼州等地方，随后派遣游击汪齐龙、守备王忠等领兵至吴川。明知县王协卜投降。清廷官吏恣意压迫搜刮，强令百姓剃发,因而群情激愤，民心大变。 当时南明吏部侍郎洪天擢授高州军门，招兵往海南拟图恢复。是年四月至五月间，吴川杨浮八（塘鸡村人）。姚起岩、茂名周冤等巨余人，不甘受压迫，投奔海南,以图“反清复明”，他们在同往海南途中，联络信宜、茂名、遂溪、广西各地好汉，准备举事。茂名的李振玺、遂溪的郑良哉。吴川北丹的郑淑真、山口的龙泉（亦作「龙泉剑」)纷起响应，聚集数千人，开展反清斗争，公推欧光宸为“盟主”。先后攻占梅录及吴川县城吴阳，将清政府的海防同知、知县、巡捕、教官、县丞尽皆杀掉，并破狱开仓，声威极盛。南明永历帝封授欧光宸为海南盟军道按察司副使。当时，吴川分属两个朝廷，东水属清。西水属明。欧光宸率众集结博铺与清兵相抗，不久，清将汪齐龙因内讧被杀，吴川全县复明。此后，明清进行拉锯战，八年間吳川多次易手。

### 逝世
明永历七年（清顺治十年，1653年）八月，清平南王尚可喜部属副总兵陈武、参将李云珍发兵攻打化州、吴川，散捉乱抢，十室九空，男女被杀千余人，欧光宸亦被俘，解至高州城，知府向光宸提出可用白银来赎身，免予一死。光宸拒绝说：“苟且偷生，吾不为之，宁可死耳。”八月间，光宸被杀。